# 한국대일전선통일동맹
한국대일전선통일동맹(韓國對日戰線統一同盟)은 1932년 11월 10일 상하이의 의열단, 한국독립당, 조선혁명당, 한국광복동지회, 한국혁명당(韓國革命黨) 등 중국 관내(關內)지역 독립운동단체와 미주지역의 대한인국민회·대한인교민단 등이 독립운동세력의 통일을 목적으로 결성한 협동전선운동단체이다. 1935년 7월 조선민족혁명당의 재창립을 위해 발전적 해체를 선언하였다.

## 역사
1932년 11월 10일 상하이에서 의열단, 한국독립당, 조선혁명당, 한국광복동지회, 한국혁명당(韓國革命黨) 등 중국 관내(關內)지역 독립운동단체와 미주지역의 대한인국민회·대한인교민단 등이 독립운동세력의 통일을 목적으로 한국대일전선통일동맹을 결성하였다. 한국독립당 대표 이유필·송병조·김두봉(金枓奉), 조선혁명당 대표 최동오, 한국혁명당 대표 윤기섭(尹琦燮)·신익희, 의열단 대표 한일래(韓一來)·박건웅(朴建雄), 한국광복동지회 대표 김규식 등 9명의 발기로 결성되었다.
1934년 3월 1일 제2차 대표회의를 가졌다.
1935년 2월 25일 제3차 대표회의를 가졌다.
1935년 6월 20일 한국대일전선통일동맹이 주도한 각혁명단체대표대회가 중국 난징에서 개최되었다. 의열단·조선혁명당·한국독립당·신한독립당(新韓獨立黨)에서 각각 3명씩의 전권대표가, 대한독립당(大韓獨立黨)에선 2명의 전권대표가 참석하였으며, 대한인교민단·미주국민회·하와이국민회·하와이혁명동지회 등에서도 각각 4명씩 전권대표의 자격으로 참석하였다. 이 대회에서 "하나의 유력한 신당을 결성하여 각기 원단체는 해소한다"고 결의하였다.
1935년 7월 한국대일전선통일동맹은 조선민족혁명당 재창립을 위해 해체를 선언하였다.
1935년 7월 5일 의열단, 조선혁명당, 한국독립당, 신한독립당, 대한독립당 등을 해소하고 통합하여 조선민족혁명당이 재창당되었다.